# Crypturellus duidae
El tinamú patigrís, soisola pata gris o inambú de patas grises Crypturellus duidae es una especie de ave de la familia Tinamidae, que se encuentra en Brasil, Colombia, Perú y Venezuela.

## Hábitat
Vive en matorrales secos, varillales, bosques húmedos y sabanas, a menos de 500 m de altitud.

## Descripción
Mide de 28 a 31 cm de longitud y pesa en promedio 426 g. El plumaje de las partes superiores es marrón oscuro con finamente barras negras en la grupa y la cola; la garganta es blanca; la crona, los lados de la cabeza, el cuello y las partes inferiores son de color rojizo rufo, teñido de gris en la parte superior del pecho y de color ante acanelado en el vientre y con barras negras en los flancos. La hembra tiene el plumaje más oscuro en la grupa, con barras amarillentas. Patas grises a azuladas.

## Alimentación
Se alimentan de frutos y también de pequeñas cantidades de capullos de las flores, hojas tiernas, semillas, raíces e invertebrados.

## Reproducción
El nido se encuentra en el suelo, entre arbustos densos o entre raíces aéreas. El macho incuba los huevos que pueden provenir de hasta cuatro hebras diferentes, y luego cuida de los polluelos hasta que pueden subsistir por sí mismos, normalmente 2 a 3 semanas.